# Trindade (Pernambuco)
Trindade é um município brasileiro do estado de Pernambuco. Administrativamente, o município é formado pelo distrito sede Trindade e pelos povoados: Saco Verde, Mangueira,Bonita, e sítios vizinhos.

## História
A formação deste município iniciou-se em meados do século XIX, quando aqui chegou em fins de 1830, o Capitão Manoel Felix Monteiro, rico senhor que veio da cidade de Monteiro (Paraíba). Depois de residir nas imediações do rio Pajeú na cidade de Flores (Pernambuco), transferiu-se para o Sertão do Araripe, reconhecendo ser terra fértil propícia para pecuária e a agricultura. Comprou terras aos senhores Desidório Ferreira, Manoel Pereira, Antônio Barbosa, Raimundo Pereira e Matias Pereira. Essas terras eram denominadas sítio Baixo e Sítio Patí, sendo que este último encontra-se localizado no município de Ouricuri.
O município de Trindade recebeu três nomes antes de ser desmembrado do município de Araripina. O primeiro foi “Feira do Toco”, esse nome foi dado em homenagem a 1ª feira realizada no município em l948, por haver no terreno brotado há pouco tempo, vários tocos. Algumas pessoas também costumavam chamar de “Feira do Pau”, pois com a alegria da realização da feira houve muita bebedeira e com isso muitas brigas. Nesta parte da terra tinha apenas uma casa de taipa e algumas barracas cobertas de folhas. O segundo nome dado foi “Espírito Santo”, por ser localizada nas proximidades de uma lagoa (existente até hoje) com esse nome. E ainda por causa desta mesma lagoa foi escolhido o Padroeiro desta capela: Divino Espírito Santo. O terceiro nome foi escolhido com a emancipação política, devido ter uma lei que proibia uma cidade ter nome de Estado. A independência política aconteceu aos 20 de dezembro de 1963 e o nome dado ao município foi Trindade, em alusão à Santíssima Trindade. O Padroeiro que era Divino Espírito Santo ficou sendo Sagrada Família. Com a evolução do comércio foram surgindo às primeiras casas e pontos comerciais (bodegas), onde se vendia o básico para a alimentação. Nos anos 60 já contava com uma loja onde vendia tecidos, cobertas, chapéus e outros produtos, pertencente ao Sr. Lauzemiro Aquino, que veio da Barra de São Pedro, quando a mesma foi destruída com a enchente de 1960, fazendo com que várias famílias imigrassem para Trindade.
A gipsita começou a ser comercializada nos anos 50, com a abertura da primeira mina, pertencente ao Grupo Itaú. No início só se comercializava a rocha bruta. Com o passar dos anos foram surgindo outras minas que passaram a exportar a pedra para vários Estados. Na década de 70 implantaram a primeira fábrica de gesso calcinado, depois surgiram outras. Em 1980 a população teve grande crescimento. Com o surgimento das indústrias de gesso, começaram as imigrações, em 1993 a cidade já contava com 18.000 habitantes.
O comércio em grande parte depende direta e indiretamente da comercialização da gipsita, que hoje é exportada para todas as regiões do Brasil, seja como rocha bruta, calcinado, placas ou bloquetes, sendo usado também na fabricação de cimento, fertilizante, na construção civil, na produção de obras de arte, etc. É responsável por 95% da produção nacional de gesso, com uma produção anual de 2,5 milhões de toneladas.
Trindade é muito conhecida por sua produção de gesso e pedra britada. É local de muitas paradas de caminhoneiros de todo o Brasil.

## Educação
Escolas particulares
- Escola Detca - Densenvolvimento Educacional Transformador e Construtor da Aprendizagem
- Escola C.E.A.C. - Centro Educacional de Aprendizado da Criança
- CEDEC- Centro Educacional para o desenvolvimento da criança

Escolas de referência em ensino médio (estaduais)
- Governador Muniz Falcão

Escolas estaduais
- Escola Hortêncio Pereira Lima
- Escola Antônio Marino Apolinario

Escolas municipais
Trindade possui inúmeras escolas municipais espalhadas pelos sítios, serras, povoados, distritos e a sede, dentre elas: Governador Paulo Guerra, Alice Lins de Aquino, Osvaldo Cruz, José Azarias e outras.

## Geografia

### Localização
Localiza-se a uma latitude 07º45'43" sul e a uma longitude 40º16'04" oeste, estando a uma altitude de 518 metros. Sua população estimada em 2019 foi de 30.521 habitantes.

### Relevo
O município de Trindade está inserido na unidade geoambiental da depressão sertaneja, que representa a paisagem típica do semiárido nordestino.

### Vegetação
A vegetação predominante é a caatinga Hiperxerófila com trechos de Floresta Caducifólia.

### Hidrografia
O município de Trindade encontra-se inserido nos domínios da bacia hidrográfica do Rio Brígida. Os principais tributários são os riachos Pati e São Pedro, de regime intermitente.

### Religião
A grande parte da população de Trindade é católica ( 51,6%) mas, vem se notando o crescente número de evangélicos na cidade. A igreja Assembleia de Deus está presente desde 1965 na cidade e já possui grande número de fiéis, cerca de 10,4% da população segue esta doutrina, logo após vem a Congregação cristã no Brasil ( 6,8%) e a igreja Batista ( 5,1%). Também há adeptos de religiões espíritas, muçulmanos, umbandistas e religiões asiáticas, os sem religião representam 7%

## Cultura
- Carnaval de rua
- São João
- ExpoGesso.
- Festa do Gesso
- Novena da Sagrada Família.

## Meios de comunicação
Rádios
- TrindaPaz Fm 106.1 (Pertencia a Paróquia Sagrada Família, extinta em 2004).
- Mundial Fm 88.1 (Pertencia a Mundial Produções, extinta em 2004).
- Pop Brasil Fm 93.7 (Pertence ao Sistema Paraíba de Comunicação, Fundada em 2005 e ainda em operação).
- Espaço Livre Fm 87.9 (Pertence a Associação Comunitária de Radiodifusão Espaço Livre de Trindade).

TV Aberta
- 2.1 TV Brasil
- 2.2 Canal Gov
- 2.3 Canal Educação
- 2.4 Canal Saúde
- 9.1 TV Câmara
- 9.2 TV Alepe
- 9.3 TV Senado
- 9.4 Radio Câmara
- 18.1 Boa Vontade TV
- 41.1 TV A Crítica

## Gesso

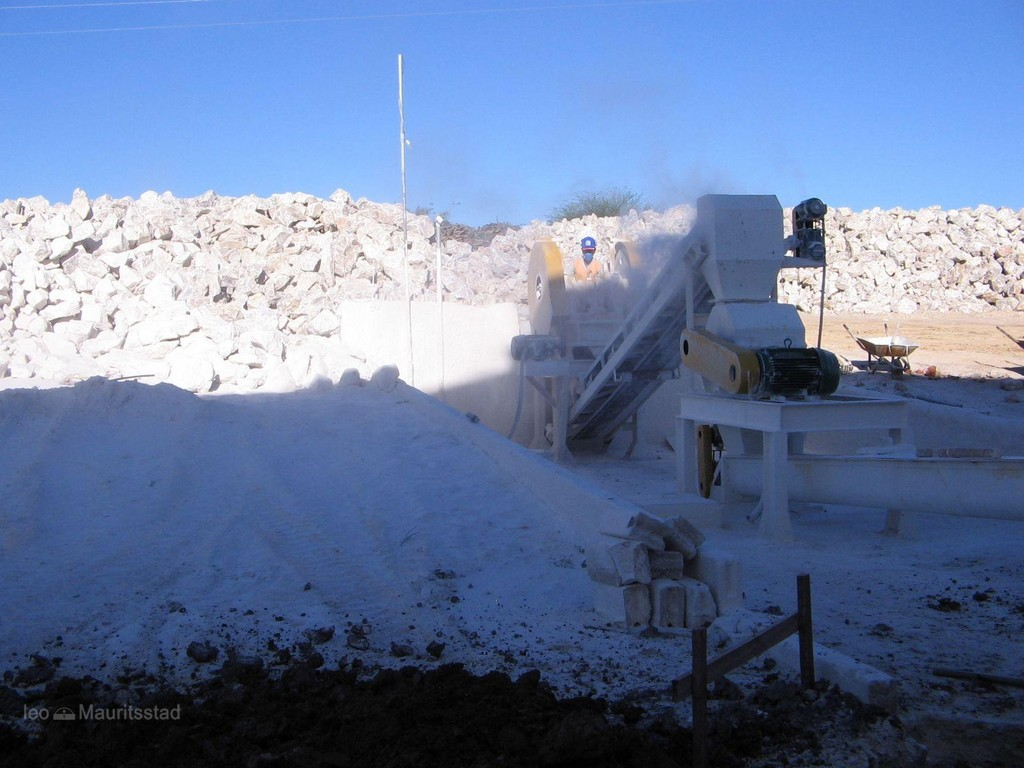
Fabrica de gesso em Trindade.

Trindade é uma das maiores centrais de gesso, que exporta para todo o mundo e principalmente para Nigéria, que compra mais de 95% do gesso do Brasil.

## Esporte
A cidade de Trindade já possuiu clubes no Campeonato Pernambucano de Futebol, o São Jorge Futebol Clube e o Clube Náutico de Trindade. Tem o melhor time de futsal da região,o Santos futsal club. Possui o estádio Joel Lopez de Souza (chicão).